# Clayton (Wisconsin)
Clayton és una població dels Estats Units a l'estat de Wisconsin. Segons el cens del 2000 tenia 507 habitants.

## Demografia
Segons el cens del 2000, Clayton tenia 507 habitants, 199 habitatges, i 125 famílies. La densitat de població era de 62,7 habitants per km².
Dels 199 habitatges en un 38,7% hi vivien nens de menys de 18 anys, en un 42,2% hi vivien parelles casades, en un 14,1% dones solteres, i en un 36,7% no eren unitats familiars. En el 29,1% dels habitatges hi vivien persones soles el 14,1% de les quals corresponia a persones de 65 anys o més que vivien soles. El nombre mitjà de persones vivint en cada habitatge era de 2,55 i el nombre mitjà de persones que vivien en cada família era de 3,15.
Per edats la població es repartia de la següent manera: un 32% tenia menys de 18 anys, un 9,7% entre 18 i 24, un 32,9% entre 25 i 44, un 15,8% de 45 a 60 i un 9,7% 65 anys o més.
L'edat mediana era de 30 anys. Per cada 100 dones de 18 o més anys hi havia 94,9 homes.
La renda mediana per habitatge era de 29.135 $ i la renda mediana per família de 34.375 $. Els homes tenien una renda mediana de 29.583 $ mentre que les dones 22.500 $. La renda per capita de la població era de 14.988 $. Aproximadament el 10,6% de les famílies i el 18,7% de la població estaven per davall del llindar de pobresa.